# Герб на Швейцария
Гербът на Швейцария представлява червен щит, на който е поставен бял кръст. По същия дизайн е и знамето на страната. Червеният и белият цвят символизират независимостта на Швейцария. Кръстът ни показва, че суверенитетът на държавата е неприкосновен. В продължение на векове гербът на държавата остава почти непроменен.